# Bendougou (Sanaba)
Pour les articles homonymes, voir Bendougou.
Bendougou est un village du département et la commune rurale de Sanaba, situé dans la province des Banwa et la région de la Boucle du Mouhoun au Burkina Faso.

## Géographie

### Démographie
- En 2003, le village comptait 2 864 habitants estimés[2].
- En 2006, le village comptait 3 417 habitants recensés[1].